# Marcelo David Báez Casco
Marcelo David Báez Casco (Ciudad del Este, Alto Paraná, 14 de enero de 1991), es un futbolista paraguayo que juega como defensor en el Club Atlético 3 de Febrero de la Segunda División de Paraguay.

## Clubes
| Club             | País     | Año           |
| ---------------- | -------- | ------------- |
| 3 de Febrero     | Paraguay | 2014          |
| Sportivo Luqueño | Paraguay | 2015          |
| Libertad         | Paraguay | 2016          |
| Guaraní          | Paraguay | 2017          |
| Paraná           | Brasil   | 2018          |
| Sportivo Luqueño | Paraguay | 2019          |
| Guaireña         | Paraguay | 2020          |
| River Plate      | Paraguay | 2021-2022     |
| 3 de Febrero     | Paraguay | 2022-presente |